# 汾陽號巡防艦
汾陽號飛彈巡防艦（舷號：FFG-934），為濟陽級巡防艦的三號艦，為中華民國海軍在1990年代初向美國海軍租借之諾克斯級巡防艦柯爾克號經過後續改良而成，隸屬海軍一六八艦隊。理論上雖然有租約到期問題，實務上有簽訂租約簽訂若干年後可以買斷方式處理的條款，所謂的租約只是避免政治衝擊的一種折衷作法，目前的汾陽號屬於中華民國財產，同樣的手段在中和級戰車登陸艦的取得上也如出一轍。汾陽艦的設計以遠洋反潛能力著稱，因此母港設於蘇澳港，在中華民國海軍服役以來主要負擔台灣東北部至東部海域的巡防任務。本艦為中華民國海軍第二艘同名艦艇。
由於原型諾克斯級是種以專業反潛艦為設計導向的艦艇，不可避免地得犧牲掉一些功能，尤其防空武力為甚，僅有一門Mk 42 127毫米54倍徑艦炮與一座MK 15方陣近迫武器系統充當自衛之用。在配備武進三型戰鬥系統的陽字號驅逐艦除役後，中華民國海軍將武三系統及標準一型飛彈重新安裝到汾陽軍艦上，彌補對空能力之不足，並在定期保養時完成改裝。
目前濟陽級仍是中華民國海軍唯一同時配備大型低頻聲納及拖曳聲納陣列之艦種，完整反潛機能無出其右，目前美軍也找不到具備同等機能的相等噸位艦種取代，這使得中華民國海軍雖然採購美軍退役的派里級巡防艦來更換部分濟陽級艦，但也策劃了延壽濟陽級的方案。後來方案取消，改用輕型巡防艦代替。

## 艦史
1993年8月7日美國將柯爾克號移交中華民國海軍，1993年10月6日汾陽軍艦正式服役。
1995年4月22日，擔綱敦睦遠航訓練支隊的汾陽軍艦（FF-934）在進行環島航行訓練行經巴士海峽時，鍋爐艙上方、位於主甲板左舷的蒸氣管失火，火勢隨後被艦上官兵撲滅。
2008年上旬汾陽軍艦完成「武三化」工程改裝。
2018年4月13日中華民國總統蔡英文於海軍蘇澳基地視察戰備抽測聯合操演，基隆艦引導承德艦、鄭和艦、田單艦、鳳陽艦、汾陽艦、蘇澳艦等艦，以施放干擾彈模擬對敵作戰艦實施多彈飽和攻擊。

## 資料來源
1. 1 2 3 4 5 6  . 上報快訊. 2019年5月30日  [2019年5月30日]. （原始内容存档于2021年3月10日）.
2. ↑  今日新聞. . 今日傳媒. 2014-07-08  [2014-07-08]. （原始内容存档于2014-07-12） （中文（臺灣））.
3. ↑  美售台軍艦案 美媒關注 （页面存档备份，存于），聯合新聞網，2014年12月20日
4. ↑  採購另兩艘舊派里 海軍鬆口會審慎考量 （页面存档备份，存于），聯合新聞網，2014年12月20日
5. ↑  唐詩. . 民報. 2018-04-13  [2019-08-29] （中文）.
6. . 中央通訊社. 2013年2月16日  [2013年8月21日]. （原始内容存档于2013年3月26日） （中文（臺灣））.

## 外部連結
- （繁體中文）中華民國海軍>>軍艦艦史>>現役軍艦>>濟陽級飛彈巡防艦[]